# Сарновка (Львовская область)
Сарновка (укр. Сарнівка) — село в Жолковской городской общине Львовского района Львовской области Украины.
Население по переписи 2001 года составляло 141 человек. Занимает площадь 2,60 км². Почтовый индекс — 80342. Телефонный код — 3252.

## История
Бывшее немецкое село, основано в 1883 г. переселенцами из немецких колоний Мокротин-Колони, Брукенталь и Визенберг.